# Prairie Avenue
Vous lisez un « bon article » labellisé en 2009.
Pour les articles homonymes, voir Prairie.
Prairie Avenue est une voie nord-sud de South Side à Chicago.

## Situation et accès
Longue d'une vingtaine de kilomètres qui s'étendait à l'origine de la Seizième rue dans le secteur communautaire de Near South Side jusqu'à la limite méridionale de la ville et même au-delà. L'histoire de l'avenue est particulièrement riche depuis l'époque des cavaliers et attelages. Lors des trois dernières décennies du XIXe siècle, une section de six blocks de l'avenue était habitée par les familles les plus en vue de Chicago.
Plusieurs figures historiques de la ville vécurent dans cette rue. En particulier pendant la période de reconstruction qui suivit le Grand incendie de 1871, lorsque les plus importantes familles de la ville s'installèrent dans l'avenue. Ses résidents marquèrent l'histoire de la cité et jouèrent un rôle prépondérant au niveau national ou international. Ils influencèrent sa vie politique, son architecture, sa vie culturelle, son économie, ainsi que son système législatif et gouvernemental.
Si, de nos jours, l'importance de la rue a décliné, elle n'en abrite pas moins des bâtiments marquants et reste l'épine dorsale d'un quartier historique. De récents réaménagements ont étendu l'avenue vers le nord afin d'intégrer de nouveaux gratte-ciel. Cette extension permit à ces immeubles, bordant Grant Park, d'afficher une adresse sur la fameuse Prairie Avenue.

## Origine du nom
Son nom provient de la vaste Prairie du Midwest qui séparait le Fort Dearborn au Fort Wayne .

## Historique
| Quelques résidents célèbres : (de gauche à droite) Philip Armour, Marshall Field et George Pullman. |  | Quelques résidents célèbres : (de gauche à droite) Philip Armour, Marshall Field et George Pullman. |  | Quelques résidents célèbres : (de gauche à droite) Philip Armour, Marshall Field et George Pullman. |
| Quelques résidents célèbres : (de gauche à droite) Philip Armour, Marshall Field et George Pullman. |  | |  | |

Prairie Avenue était à l'origine une piste indienne reliant Fort Dearborn à Fort Wayne dans l'Indiana et dont le nom provient de la vaste Prairie du Midwest qui séparait les deux forts. C'est dans ce qui est aujourd'hui la section nord de l'avenue que se produisit en 1812, la bataille de Fort Dearborn.
Au cours du temps, le district évolua d'un quartier chic à une zone industrielle pour redevenir un quartier résidentiel de haut standing. Le zonage de 1853 anticipa le développement résidentiel, bien qu'une seule grande villa y existât alors. Vers 1877, les onze blocks de Prairie et de Calumet Avenue, abritaient les résidences de l'élite de Chicago. Dès 1886, les plus belles maisons de la cité, toutes équipées de leurs propres écuries, se dressaient sur l'avenue. Dans les années 1880 et 1890, les résidences de George Pullman, Marshall Field, John Jacob Glessner et Philip Armour côtoyaient plus de cinquante maisons de maître sur l'avenue que l'on surnommait alors Millionaire's Row (« l'allée des millionnaires »). Cependant, lorsque Bertha Palmer, l'épouse de Potter Palmer, fit construire la Palmer Mansion dans le quartier historique du Gold Coast Historic District, le long de Lake Shore Drive, l'élite des résidents se déplaça plus au nord.
Vers 1911, des entrepôts et des fabriques se concentraient dans le district de Prairie Avenue. Une grande zone industrielle s'y trouvait dans les années 1950. La désindustrialisation du début du XXIe siècle, la congestion urbaine et le besoin de préserver l'histoire de la ville favorisèrent le retour des maisons très « tendances » ou la restauration des anciennes demeures. Aujourd'hui la section nord de l'avenue fait partie des Chicago Landmarks (CL) et est inscrite au Registre national des lieux historiques,.

## Contexte

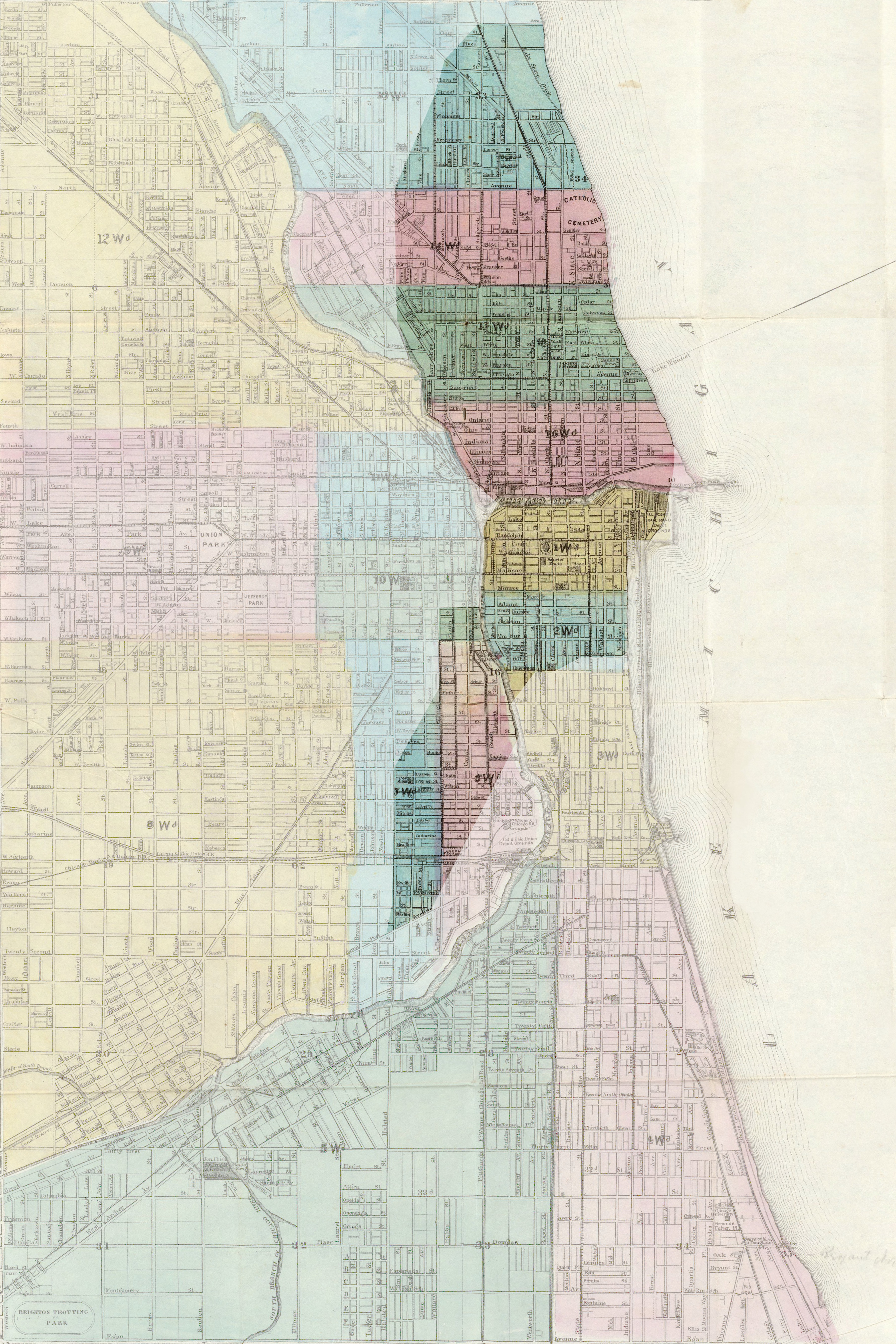
Carte de Chicago en 1871 : la zone la plus sombre fut détruite par le Grand incendie.

Dans les années 1850, les industries en relation avec les chemins de fer se développent le long du bras sud de la rivière Chicago. Ainsi, le quartier des affaires commence à supplanter les élégantes résidences le long de Michigan et Wabash Avenue au sud de Jackson Boulevard. Peu après la Guerre de Sécession, les habitants fortunés de Chicago s'installent sur Prairie Avenue en raison de sa proximité avec le Loop, situé à moins d'un mile, sans qu'ils n'aient à traverser la rivière Chicago. En 1870, Daniel Thompson érige la première grande maison de la partie supérieure de l'avenue. Marshall Field suit, en 1871, avec une résidence dessinée par Richard Morris Hunt. Prairie Avenue devient l'adresse la plus snob de Chicago à l'époque du Grand incendie.
Nombre d'élégantes demeures de South Michigan Avenue sont détruites par le Grand incendie de 1871. Après la catastrophe, le sud de Chicago se développe rapidement alors que les résidents, toutes classes économiques confondues, abandonnent le centre de la cité. Les familles les plus aisées s'installent sur Prairie Avenue. Dans les années 1870 et 1880, l'avenue est bâtie de résidences sophistiquées entre la 16e et la 22e rue (aujourd'hui Cermak Road).
En 1886, des personnalités de Chicago, dont George Pullman, Marshall Field, Philip Armour et John B. Sherman, possèdent des maisons familiales sur l'opulente avenue qui rappelle alors les boulevards des capitales européennes. De nouvelles grandes demeures de style Queen Anne et roman richardsonien sont construites sur l'avenue entre la 26e et 30e rues dès le milieu des années 1880.
Toutefois, au tournant du siècle, les industries et la suie des chemins de fer deviennent envahissantes. Le quartier dédié aux vices commence à empiéter sur le district de l'avenue qui perd de son attrait. L'élite sociale déserte petit à petit le quartier pour s'installer en des lieux plus calmes, comme Kenwood, la Gold Coast et plus généralement dans les banlieues de la North Shore. Le Chicago Tribune écrit en 1898 à propos de Prairie Avenue que c'est un lieu devenu indésirable pour ceux qui ont les moyens d'y vivre et inabordable à tous ceux qui rêvent d'y habiter. L'industrie et les maisons abandonnées envahissent l'avenue pendant la seconde moitié du vingtième siècle. Les demeures élégantes sont démolies ou tombent en ruine.

## Résidents influents

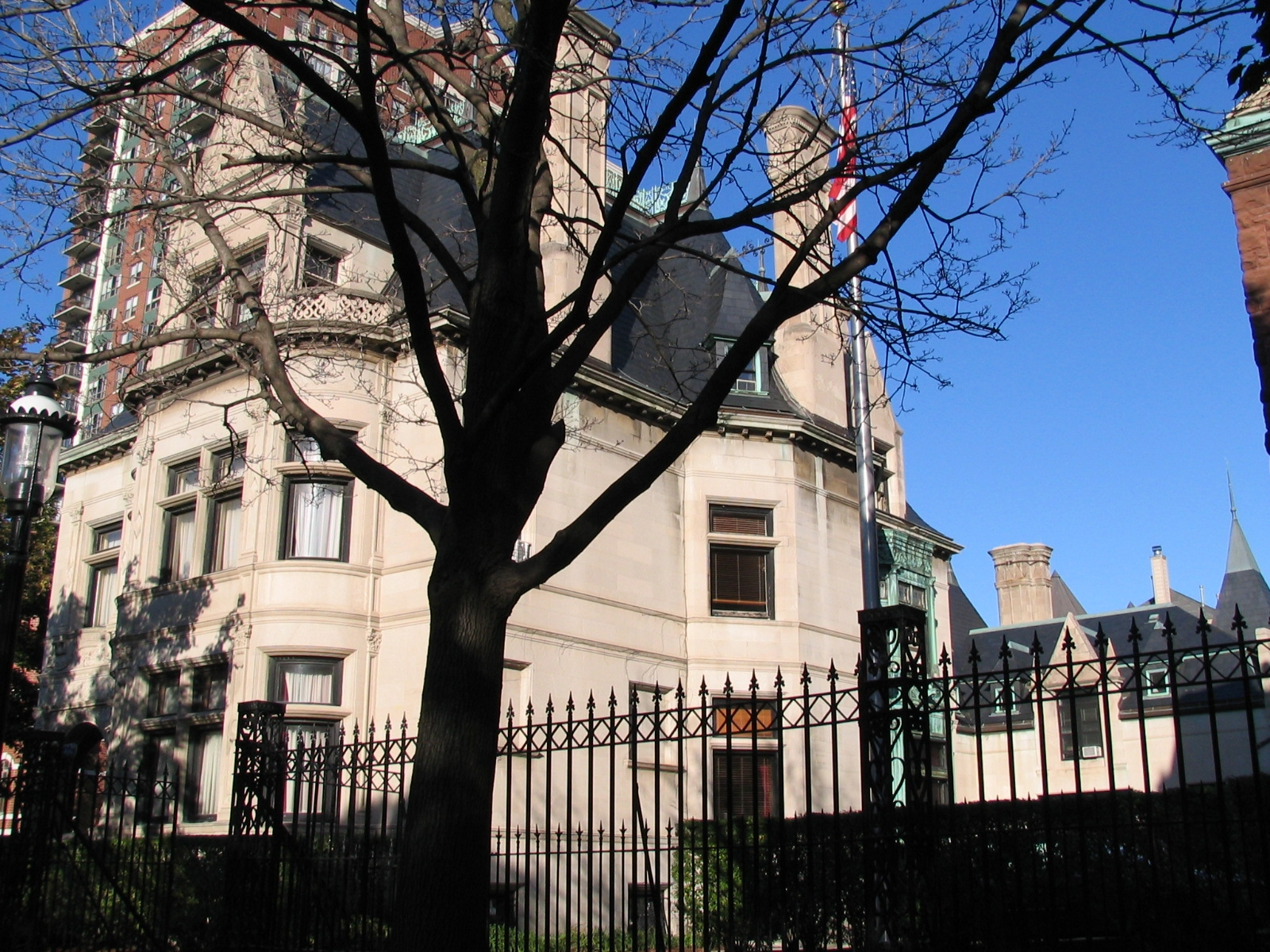
1801 South Prairie, demeure de William Wallace Kimball, construite en 1872 sur les plans de l'architecte Solon Spencer Beman.

Lors des trois dernières décennies du XIXe siècle, les résidents de la partie haute de Prairie Avenue furent des éléments centraux du développement culturel et social de la ville. L'économie était florissante grâce aux milliers d'emplois créés par des compagnies comme Pullman et Armour. L'homme le plus riche de Chicago, Marshall Fields changea radicalement les habitudes d'achat de ses concitoyens. Dans les années 1880, seize des soixante membres du Commercial Club of Chicago vivaient sur Prairie Avenue. George Armour initia la Chicago Academy of Fine Arts, qui deviendra l'Art Institute of Chicago (Institut d'art de Chicago). Le propriétaire du 1801 South Prairie, William Wallace Kimball, employait environ 1 500 personnes à la fin du siècle dans sa fabrique d'orgues et de pianos.
En tant que lieu de résidence de familles importantes de Chicago, Prairie Avenue devint la base de mouvements politiques marquants. Des partisans du suffrage féminin, comme la présidente de l’Illinois Women Suffrage, Jane Jones, y vivaient. Le jugement du cas Illinois Central Railroad Co. v. State of Illinois, 146 U.S.  387 (1892), affirma la primauté du bien public sur le droit des compagnies de chemin de fer et fonda la doctrine du droit du public qui facilita la revendication par la ville de la plus grande partie des rives du lac. Les résidents de Prairie Avenue mèneront encore d'autres combats contre les chemins de fer. La concentration de riches fit aussi de Prairie Avenue la cible de plaintes concernant les inégalités fiscales.
Ces familles fortunées firent œuvre de philanthropes dans bien des domaines. John Shorthall, fondateur de la Chicago Title & Trust, créa la Illinois Society for the Prevention of Cruelty to Animals (Société pour la prévention de la cruauté envers les animaux de l'Illinois) et parvint à convaincre les sociétés locales et celles de chaque État de s'unir pour former une organisation nationale, l'American Society for the Prevention of Cruelty to Animals. L'Illinois Institute of Technology succéda à l'Armour Institute of Technology, fondée grâce à la générosité de Philip et Joseph Armour.

## Protection

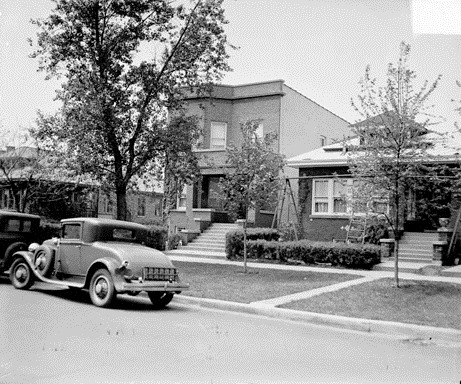
7244 South Prairie, la maison d'Al Capone, dans les années 1920.

La protection des monuments historiques de Chicago a permis le sauvetage de quelques éléments de l'héritage architectural de l'avenue. Les efforts de la Chicago Architecture Foundation et du Landmarks Preservation Council of Illinois ont été déterminants en ce but. La Commission on Chicago Landmarks (qui fait aujourd'hui partie du département du plan et du développement de la ville de Chicago) a fait du district historique de Prairie Avenue une zone protégée au titre des Chicago Landmarks.
Seules neuf demeures de l'âge d'or, qui donnaient à l'avenue son caractère, ont survécu, comme la John J. Glessner House, dessinée en 1886 par l'architecte Henry H. Richardson, et la Henry B. Clarke House, toutes deux devenues des musées et inscrites au Registre national des lieux historiques (National Register of Historic Places ; NRHP). La plupart des familles de Prairie Avenue fréquentaient la Second Presbyterian Church qui est également inscrite au Registre national des sites historiques.
Marshall Field vivait au 1905 South Prairie et fit l'acquisition du 1919 South Prairie pour son fils Marshall Field, Jr. On pense que Solon Spencer Beman participa à l'élaboration des plans de la demeure aujourd'hui connue sous le nom de Marshall Field, Jr. Mansion. Field donna ensuite mandat à Daniel Burnham d'en dessiner les agrandissements. Le petit-fils de Marshall Field, Marshall Field III, fondateur du Chicago Sun, fit don de la résidence du 1905 South Prairie à l'association des arts et industries de l'Illinois en 1936, afin qu'elle devienne une école de design. En 2007, la Commission on Chicago Landmarks annonça la réhabilitation de la Marshall Field Jr. Mansion, qui avait été vacante pendant quarante années et qui, rénovée sous forme de six résidences privées, obtint un Preservation Award (Oscar pour la restauration).
De nos jours, Prairie Avenue possède des bâtiments inscrits dans le Chicago Historic Resources Survey, situés dans les secteurs communautaires de Near South Side, Douglas, Grand Boulevard, Washington Park et Chatham Dans cette liste on compte une simple maison à deux étages, propriété d'un certain Al Capone, dans les années 1920, au 7244 South Prairie dans le Greater Grand Crossing. Parmi les autres adresses marquantes, on compte la Kimball House au 1801 South Prairie (Near South Side), les 2801, 3564, 3566, and 3600 South Prairie (Douglas) et le 4919 South Prairie (Grand Boulevard).

## Aujourd'hui

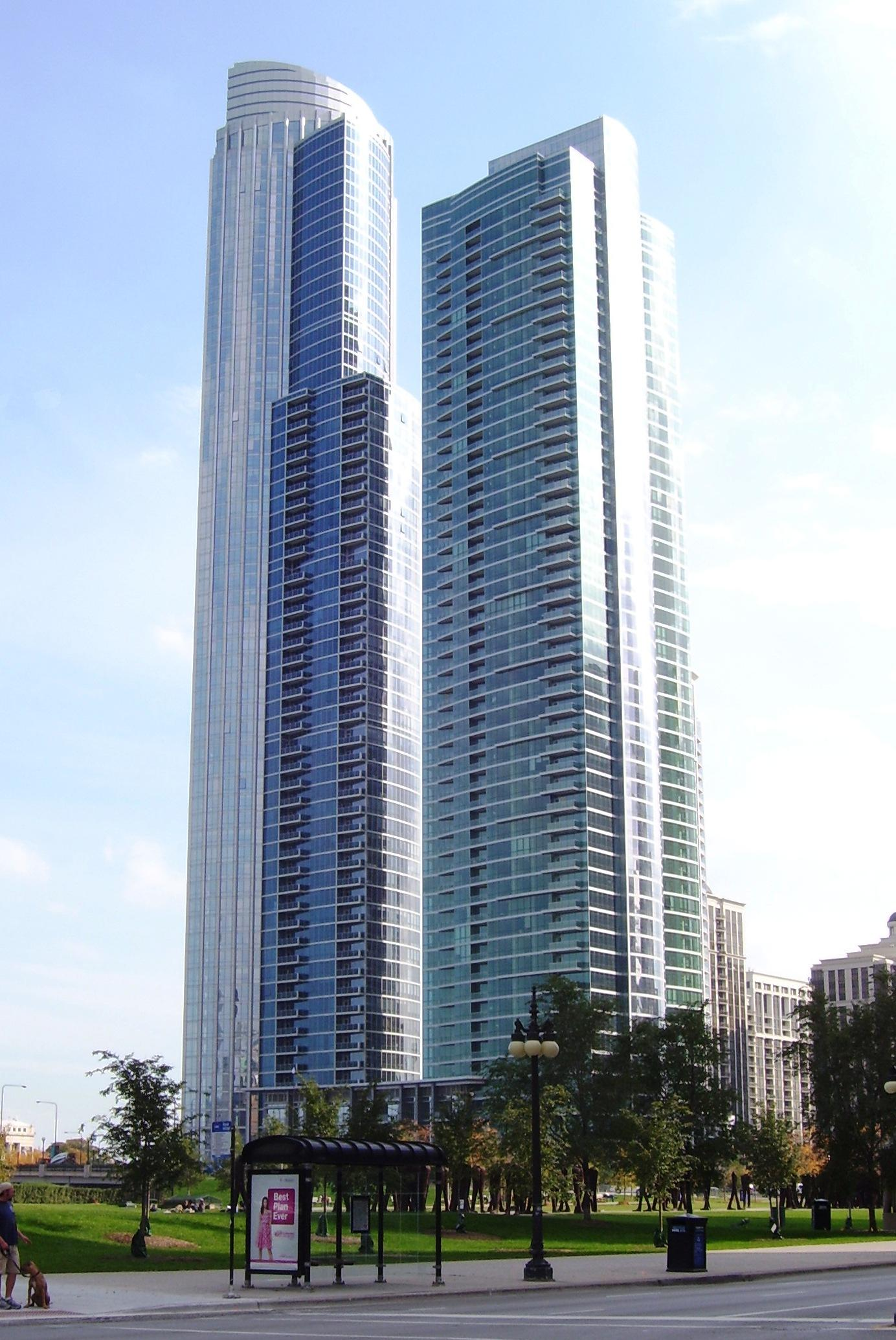
Le One Museum Park et le One Museum Park West sur Prairie Avenue.

En 2003, le changement d'affectation du district va bon train. La désindustrialisation et l'urbanisation ont chassé l'industrie manufacturière. Les fabriques ont été démolies ou transformées en lofts. Certaines anciennes résidences du district historique ont été rénovées.
Aujourd'hui, le redéveloppement de Prairie Avenue est en cours. Il se compose, par exemple, du One Museum Park (1215 South Prairie Avenue) et du One Museum Park West (1201 South Prairie Avenue), qui bordent Roosevelt Road et Grant Park. Le One Museum Park est le bâtiment le plus haut de Near South Side, avec ses 223 mètres, et l'un des gratte-ciel les plus hauts de Chicago. À son achèvement, il a surpassé le 340 on the Park en tant que plus haut bâtiment résidentiel de la ville, et sera le second après la Trump World Tower aux États-Unis. Il conservera le titre de plus haut bâtiment résidentiel de Chicago jusqu'à l'achèvement de la Chicago Spire.